# 吳堇溦
吳堇溦（Goh Jin Wei，2000年1月30日—），馬來西亞女子羽毛球運動員，亦為現役马来西亚國家羽毛球隊成員。她曾贏得2015年世青賽。她同時也以國家队主力成員身分助马来西亚赢得东南亚运动会女子團體亚军（2015年和2017年）以及女子單打金牌得主（2017年）。在国内赛事，她还曾赢得全國冠軍（2016年）；同时，赢得马来西亚运动会女子團體以及女子單打金牌得主，亦是本赛会为第18届双冠王最为出色的羽毛球女选手（2016年）。2021年9月13日，吴堇溦在自己的社交平台宣布正式退役。2022年1月3日 吴堇溦通过自己的社交平台宣布会将检测自己的身体状况，尽所能改善自己 并且找回过去几个月错过的东西，以确保自己随时以状态良好和准备将来为国家服务。最后，吴堇溦将以自由人身份继续在羽球职业生涯中努力。

## 打法特點
前馬來西亞男單名將王友福指出，吳堇溦的打法相當全面，但穩定性仍需要提升；由于太年輕，閱歷尚輕，有時候會在比賽時出現混亂想法，但她有天份且吸收力強，經教練指點後，很快就能吸收及糾正過來。然而，她個子較為矮小，意味在比賽時她需要比對手跑動多，對體能需求較大，需要在各方面比別人更努力，才能夠脫穎而出。

## 簡歷

### 早年生涯
吳堇溦的父亲在她6岁时带她到槟城著名教练郑炳发的羽毛球馆参加活动（鄭是大馬一哥李宗偉的啟蒙教練），因而接觸羽毛球運動。由於吳堇溦很快便對羽球运动產生濃厚興趣，她的父母每周载她到羽毛球馆去练习2至3次；凭着过人的天资，她很快便上手了，更在一年後（7岁時）第一次参加比赛便夺得首座冠军。
2010年，吳堇溦憑著佳績在「槟州最佳运动员」颁奖礼上荣获特别奖；及至11岁，她已成为州队成员，并赢得52项各大小奖杯，包括在印尼巨港舉行的奥林匹克羽球赛（东协学校组羽球公开赛）上夺得双打冠军及单打季军。
在日新小学B校就读時，吳堇溦的優異比賽成績，曾吸引到新加坡國家羽毛球隊挖角；新加坡政府开出加入国家队和大学奖学金的条件来招纳她，不过，后来在大马羽总和州总会劝阻下，才成功留住她。2012年，吳堇溦在小六检定考试中考获全科（7A）佳绩，其後升讀吉隆坡金地花园国民中学，及被纳入武吉加里尔体育学校，接受更专业化的训练。
2014年初，大馬羽總破格將她召入國家隊訓練。2015年1月，剛滿15歲的吳堇溦在紫盟羽球聯賽表現深受好評；同年2月，在吉隆坡羽球公開賽贏得自己的首個國內公開賽冠軍，成為最年輕國內公開賽冠軍。

### 世青赛奪冠
2014年8月，吳堇溦出战印尼羽毛球國際挑戰賽，在女单準決賽途中退赛，便让东道主的赫拉·德希·安娜·拉马瓦蒂直闯决赛。
2015年5月，吳堇溦出战樂魚羽毛球國際系列賽，在女单準决赛途中退赛，便让东道主的萨丽塔·素万那吉博里汉直闯决赛；此外，还与李盈盈的女双準决赛以0比2不敌泰国的Thidarat Kleebyeesoon/雷泰差诺·莱素安。同年6月，她代表马来西亚参加泰国曼谷举办的亚洲青年羽毛球錦標賽，赢得女子單打铜牌。同年9月，她出战比利時羽毛球國際賽，在女单决赛以2比0击败了赛会2号种子、苏格兰的克里斯蒂·吉尔莫，赢得成年组欧洲赛事的冠军，亦是她赢得首个國際挑戰賽女单冠军。同期9月，她出战波蘭羽毛球國際賽，在女单準决赛以0比2不敌赛会7号种子、队友何艷美。同样9月，她出战越南羽毛球國際系列賽，在女单决赛以2比0（21-9、21-13）击败了中華台北的陳肅諭，赢得成年组亚洲赛事的冠军，亦是她迎来了本年度的第二个國際系列賽女单冠军。同年11月，她代表馬來西亞出戰秘魯利馬舉行的世界青年羽毛球錦標賽，結果她在女單決賽以2比0（21-15、21-16）戰勝隊友李盈盈，成為大馬首位世青賽女單冠軍。
2016年3月，吳堇溦出战奧爾良羽毛球國際挑戰賽，在女单决赛以2比1击败了印尼的菲特里亚尼，赢得国际赛女单冠军。同年9月，她出战印尼羽毛球大師賽，在女单决赛以0比2不敌赛会头号种子、泰國的布桑兰·恩布鲁庞，赢得亚军。同年10月，她出战泰國羽毛球黃金大獎賽，在女单準决赛以0比2不敌赛会3号种子、东道主的布桑兰·恩布鲁庞。同年11月，她代表马来西亚参加西班牙毕尔巴鄂举办的世界青年羽毛球錦標賽，助马来西亚队赢得混合團體亚军。
2017年6月，吳堇溦出战中華台北羽毛球黃金大獎賽，在女单决赛以0比2（17-21、17-21）不敌日本的川上紗惠奈，赢得亚军。同年7月，她参加印尼雅加达举办的亞洲青年羽毛球錦標賽，助马来西亚队赢得混合團體铜牌。同年8月，她代表马来西亚参加本国举办的東南亞運動會羽毛球比賽，出战女子團體以及女子單打，在率先进行的团体赛决赛，女队以总比分1:3负于泰国国家羽毛球队，赢得银牌；此外，个人赛以无种子在首圈以2比0轻取缅甸的德·塔·图萨；半準決賽鏖战三局以2比1力克赛会2号种子、印尼的菲特里亚尼；準決賽激战三局以2比1力挫赛会3号种子、泰国的蓬帕威·磋楚翁；决赛与赛会4号种子、马来西亚队友的謝抒芽实现了东运会女单会师，最后以2比0（21-11、21-10）拿下，亦是她首次赢得东运会女子單打金牌。同年9月，她出战新加坡羽毛球國際系列賽，在女单决赛以1比2不敌赛会7号种子、印尼的鲁斯丽·哈塔万，赢得亚军。同年10月，她代表马来西亚参加印尼日惹举办的世界青年羽毛球錦標賽，在率先进行的团体赛，助马来西亚队赢得混合團體银牌；此外，还赢得女子單打铜牌。
2018年10月，吳堇溦参加2018年青年奧運會羽球比賽，最终在女单决赛中以2比1（16-21、21-13、21-19）击败中国选手王祉怡，获得马来西亚历史上首枚青奥会羽毛球项目女单金牌。

## 主要比賽成績
只列出曾進入準決賽的國際賽事成績：
| 年份   | 賽事                       | 公開賽級別 | 項目     | 拍檔   | 成績   |
| ------ | -------------------------- | ---------- | -------- | ------ | ------ |
| 2014年 | 印尼羽毛球國際挑戰賽       | 國際挑戰賽 | 女子單打 | －     | 準決賽 |
| 2015年 | 樂魚羽毛球國際系列賽       | 國際系列賽 | 女子單打 | －     | 準決賽 |
| 2015年 | 樂魚羽毛球國際系列賽       | 國際系列賽 | 女子雙打 | 李盈盈 | 準決賽 |
| 2015年 | 東南亞運動會羽毛球比賽     | 其他       | 女子團體 | －     | 銀牌   |
| 2015年 | 東南亞運動會羽毛球比賽     | 其他       | 女子單打 | －     | 銅牌   |
| 2015年 | 亞洲青年羽毛球錦標賽       | 其他       | 女子單打 | －     | 銅牌   |
| 2015年 | 比利時羽毛球國際賽         | 國際挑戰賽 | 女子單打 | －     | 冠軍   |
| 2015年 | 波蘭羽毛球國際賽           | 國際系列賽 | 女子單打 | －     | 準決賽 |
| 2015年 | 越南羽毛球國際系列賽       | 國際系列賽 | 女子單打 | －     | 冠軍   |
| 2015年 | 世界青年羽毛球錦標賽       | 其他       | 女子單打 | －     | 金牌   |
| 2016年 | 奧爾良羽毛球國際挑戰賽     | 國際挑戰賽 | 女子單打 | －     | 冠軍   |
| 2016年 | 印尼羽毛球大師賽           | 黃金大獎賽 | 女子單打 | －     | 亞軍   |
| 2016年 | 泰國羽毛球黃金大獎賽       | 黃金大獎賽 | 女子單打 | －     | 準決賽 |
| 2016年 | 世界青年羽毛球錦標賽       | 其他       | 混合團體 | －     | 銀牌   |
| 2017年 | 中華台北羽毛球黃金大獎賽   | 黃金大獎賽 | 女子單打 | －     | 亞軍   |
| 2017年 | 亞洲青年羽毛球錦標賽       | 其他       | 混合團體 | －     | 銅牌   |
| 2017年 | 東南亞運動會羽毛球比賽     | 其他       | 女子團體 | －     | 銀牌   |
| 2017年 | 東南亞運動會羽毛球比賽     | 其他       | 女子單打 | －     | 金牌   |
| 2017年 | 新加坡羽毛球國際系列賽     | 國際系列賽 | 女子單打 | －     | 亞軍   |
| 2017年 | 世界青年羽毛球錦標賽       | 其他       | 混合團體 | －     | 銀牌   |
| 2017年 | 世界青年羽毛球錦標賽       | 其他       | 女子單打 | －     | 銅牌   |
| 2018年 | 青年奧林匹克運動會羽球比賽 | 其他       | 女子單打 | －     | 金牌   |
| 2018年 | 世界青年羽毛球錦標賽       | 其他       | 女子單打 | －     | 冠軍   |
| 2018年 | 韓國羽毛球大師賽           | 超級300賽  | 女子單打 | －     | 準決賽 |
| 2019年 | 馬來西亞羽毛球大師賽       | 超級500賽  | 女子單打 | －     | 準決賽 |
| 2019年 | 德國羽毛球公開賽           | 超級300賽  | 女子單打 | －     | 準決賽 |
| 2020年 | 亞洲羽毛球團體錦標賽       | 其他       | 女子團體 | －     | 季軍   |
| 2021年 | 西班牙羽毛球國際賽         | 國際挑戰賽 | 女子單打 | －     | 亞軍   |
| 2022年 | 意大利羽毛球國際賽         | 國際挑戰賽 | 女子單打 | －     | 準決賽 |
| 2022年 | 英聯邦運動會羽毛球比賽     | 其他       | 混合團體 | －     | 金牌   |
| 2022年 | 越南羽毛球公開賽           | 超級100賽  | 女子單打 | －     | 亞軍   |
| 2023年 | 蘇迪曼盃                   | 其他       | 混合團體 | －     | 季軍   |
| 2023年 | 香港羽毛球公開賽           | 超級500賽  | 女子單打 | －     | 準決賽 |

| 2007-2017年 | 首要超級賽 | 超級賽 | 黃金大獎賽 | 大獎賽 | 國際挑戰賽 | 國際系列賽 | 未來系列賽 | 其他 |

| 2018-2026年 | 總決賽 | 超級1000賽 | 超級750賽 | 超級500賽 | 超級300賽 | 超級100賽 | 國際挑戰賽 | 國際系列賽 | 未來系列賽 | 其他 |

### 奧運會和世錦賽參賽紀錄
|          | 2018 | 2023 | 2024       |
| -------- | ---- | ---- | ---------- |
| 女子單打 | 16強 | 32強 | 小組第二名 |

## 外部連結
- 维基共享资源上的相關多媒體資源：吳堇溦

| 夏季青年奧林匹克運動會 | 夏季青年奧林匹克運動會                   | 夏季青年奧林匹克運動會 |
| ---------------------- | ---------------------------------------- | ---------------------- |
| 前任： 林庆煌          | 马来西亚開幕掌旗官 · 布宜诺斯艾利斯 2018 | 繼任： '               |